# フレッド・オルソン・エナジー
フレッド・オルソン・エナジーASA（Fred. Olsen Energy ASA 、OSE: FOE）はノルウェーにあるオフショア石油掘削請負の企業。主要事業は海洋での石油掘削、造船の二つ。後者は北アイルランドのハーランド・アンド・ウルフ造船所も含んでいる。
フレッド・オルソン・エナジーは1997年に創業、オスロに本社を置きスタヴァンゲル、イギリス、ブラジル、メキシコ、ハンガリー、インド、アメリカ合衆国、シンガポールに事務所を構える。オスロ証券取引所に上場している（OSE: FOE）。フレッド・オルソン・エナジーはFred. Olsen Groupを構成する会社の一つであり、フレッド・オルソン・エナジーの主要株主は、オルソン一族（Olsen Family）が経営権を持つBonheurとGanger Rolf ASAである。
フレッド・オルソン・エナジーは水深10,000フィートまで掘削できる掘削船を1隻、水深7,000フィートまで掘削できる掘削リグ7隻、ある程度の水深まで潜水可能な掘削リグ6隻、イギリス政府が認証した掘削リグ1隻を保有、運営する。

## 歴史
1997年、フレッド・オルソン・エナジーはオスロ証券取引所に上場したが、その翌年にはStolt Comex Seaways社（現Acergy）に遠隔操作無人探査船部もを売却した。その後、フレッド・オルソン・エナジーは多くの掘削リグを購入した。